# 에우로파사우루스
에우로파사우루스(Europasaurus)는 쥐라기 후기(약 1억 6,000만년 전~1억 4,500만년 전), 오늘날 유럽대륙에 서식한 초식공룡이다. '용반목'-'용각하목'-'브라키오사우루스과'에 속하는 종이다. 학명은 "유럽의 도마뱀"이라는 의미를 갖고 있다. 전체 몸 길이는 약 6m 가량 되었을 것으로 추정된다. 화석은 독일에서 발견되었다.